# Pah Wongso Tersangka
Pour plus de détails, voir Fiche technique et Distribution.
Pah Wongso Tersangka (littéralement Pah Wongso devient un suspect) ou Pah Wongso Keert Terug (Le Retour de Pah Wongso) est un film perdu des Indes orientales néerlandaises (aujourd'hui Indonésie), réalisé par Wu Tsun, sorti en 1941.

## Fiche technique
- Réalisation : Wu Tsun
- Scénario : Saeroen
- Production : Star Film
- Pays : Indes orientales néerlandaises
- Date de sortie : 1941

## Distribution
- L. V. Wijnhamer Jr.
- S Waldy
- Sylvia Hatjirah